# Dala-Demokraten
O Dala-Demokraten (em tradução livre: "o democrata de Dalarna") é um jornal matutino de orientação social-democrata, publicado na cidade sueca de Falun, na província histórica de Dalarna, no centro da Suécia.

Foi fundado em 1917.

Tem formato tabloide, e circula sobretudo na província de Dalarna.

Tem uma tiragem à volta de 5 800 exemplares (2023), com jornal de papel 3 dias por semana e edição digital ao domingo.

É atualmente propriedade do Grupo Bonnier (Bonnier AB). O seu redator-chefe é todavia nomeado pelo antigo proprietário, a ”fundação dos meios de comunicação social dos movimentos populares em Dalarna”.